# Tomopterna natalensis
The Natal Sand Frog (Tomopterna natalensis) là một loài ếch thuộc họ Ranidae.
Loài này có ở Mozambique, Nam Phi, và Swaziland, có thể có ở Botswana, Lesotho và Zimbabwe.
Môi trường sống tự nhiên của chúng là xavan khô, xavan ẩm, vùng cây bụi ẩm khu vực nhiệt đới hoặc cận nhiệt đới, vùng đồng cỏ ôn đới, đồng cỏ khô nhiệt đới hoặc cận nhiệt đới vùng đất thấp, đồng cỏ nhiệt đới hoặc cận nhiệt đới vùng đất cao, sông ngòi, sông có nước theo mùa, đầm nước, đầm nước ngọt, đầm nước ngọt có nước theo mùa, đất canh tác, vùng đồng cỏ, và ao.

## Hình ảnh

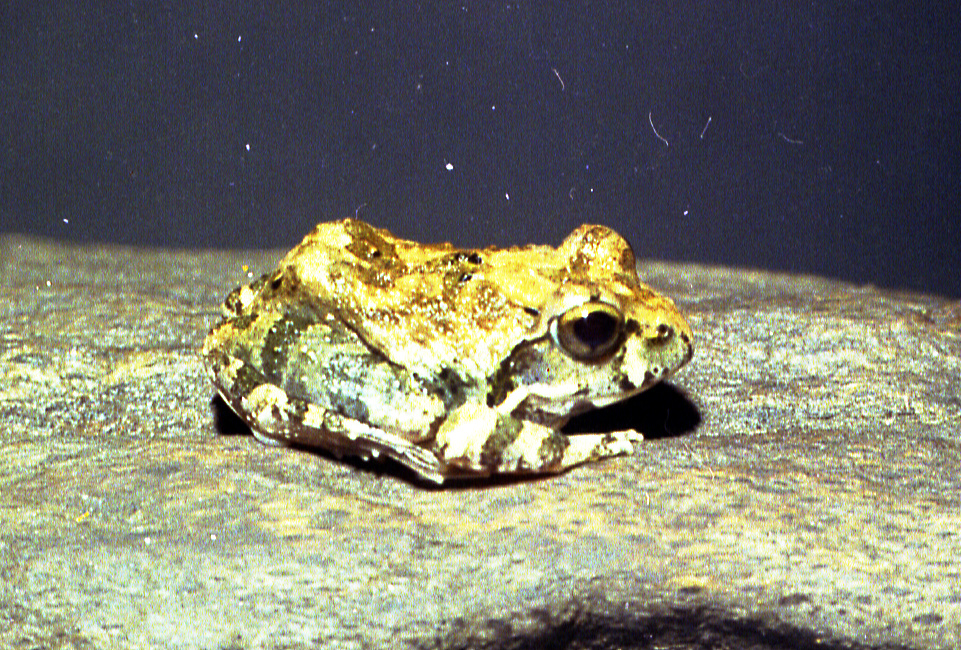